# Isaac Casaubon
Isaac Casaubon (Ginebra, 18 de febrero de 1559 - Londres, 1 de julio de 1614) fue un erudito clásico y filólogo, primero en Francia y después en Inglaterra, considerado por muchos en su tiempo como el más ilustrado de Europa.

## Juventud
Nació en Ginebra, hijo de refugiados hugonotes franceses. Su familia volvió a Francia después del Edicto de Saint-Germain en 1562 y se estableció en Crest, en el Delfinado, donde Arnaud Casaubon, padre de Isaac, se convirtió en ministro de una congregación hugonote. Hasta que llegó a los diecinueve años, Isaac no tuvo ninguna educación más que la dada por su padre. Arnaud pasó mucho tiempo en el campamento calvinista, y la familia huyó a las colinas con regularidad para esconderse de las bandas de católicos armados que patrullaban el país. En una cueva, en las montañas de Dauphiné, después de la matanza de San Bartolomé, Isaac recibió su primera clase de griego, del libro de texto Isocrates ad Demonicum.
A la edad de diecinueve años, Isaac fue enviado a la Academia de Ginebra, donde estudió Griego bajo la tutela del cretense Francis Portus. Portus murió en 1581 y al hacerlo recomendó a Isaac, con solo 22 años, como su sucesor. Se quedó en Ginebra como profesor de Griego hasta 1596. Allí se casó dos veces, siendo su segunda mujer Florence Etiennes, la hija de Henri Estienne, el erudito-impresor. En Ginebra, Casaubon carecía de ejemplo, estímulo y ayuda, y luchó contra las tropas de los duques católicos de Saboya. Se convirtió en un erudito consumado de Griego y los clásicos. Gastó todo el dinero que pudo en libros, incluyendo copias de clásicos que en aquel entonces no fueron publicados. Aunque Henri Estienne, Teodoro de Beza (rector de la universidad y profesor de teología) y Jacques Lect fueron hombres de educación superior, a veces no tuvieron tiempo para Casaubon.
Casaubón buscó ayuda para cultivar su conocimiento en eruditos extranjeros pues Ginebra, la metrópoli del calvinismo, recibía una multitud constante de visitantes. Finalmente conoció a Henry Wooton, un poeta y diplomático, que se alojó con él y le prestó dinero. De mayor importancia fue el conocimiento que tuvo de Richard Thomson, profesor de Clare College, Cambridge, y a través de Thomson llamó la atención de Joseph Scaliger. Scaliger y Casaubon intercambiaron cartas por primera vez en 1594. Nunca se conocieron, pero mantuvieron una larga correspondencia que demuestra su mutua admiración, estima y creciente amistad. Hombres influyentes como el protestante Jacques Bongars, el católico Jacques de Thou, y el converso católico Philippe Canaye (señor de Fresne) intentaron que Casaubon fuera invitado a Francia. 
En 1596 tuvieron éxito, y Casaubon aceptó un puesto en la Universidad de Montpellier, con los títulos de conseilleur du roi (consejero del rey) y professeur stipendié aux langues et bonnes lettres (profesor universitario asalariado de lenguas y literatura). Se quedó allí solo tres años, con varias ausencias prolongadas. Fue maltratado y mal pagado por las autoridades universitarias. Casaubon empezó a ver la redacción de los libros griegos como un trabajo más apto para él. En Ginebra había escrito algunas notas sobre Diógenes Laercio, Teócrito y el Nuevo Testamento. Hizo su debut como editor con una edición completa de Estrabón (1587), de la que estaba tan avergonzado después que se disculpó ante Scaliger. Esto fue seguido por el texto de Polyaenus, una edición príncipe, en 1589; un texto de Aristóteles, en 1590; y unas notas aportadas a las ediciones de Henri Estienne de Dionisio de Halicarnaso y Epistulae por  Plinio el Joven. Su edición de Los Caracteres de Teofrasto (1592) es el primer ejemplo de su estilo peculiar de comentario ilustrativo, al mismo tiempo apto y abundante. Cuando salió de Montpellier ya estaba ocupado con su magnum opus, su redacción y comentario sobre Athenaeus.

## Viajes y tribulaciones
En 1598 Casaubon estaba en Lyon, supervisando la impresión de su Athenaeus.Aquí vivía en la casa de Méric de Vicq, surintedant de la justice (Inspector de la Justicia), un católico de pensamiento liberal. Acompañado por de Vicq, Casaubon visitó brevemente París, donde fue presentado al rey Enrique IV de Francia. El Rey dijo algo sobre emplear los servicios de Casaubon en la 'restauración' de la Universidad de París caída. En enero de 1599, recibió un citación para volver a París, pero los términos de la carta fueron tan vagos que Casaubon vaciló en actuar. Sin embargo, jubiló su silla en Montpellier. Se quedó un año más en Lyon con de Vicq, donde esperó que pudiera conocer el Rey, quien se espera visitara al sur. Se oyó nada más sobre el puesto de profesor, en vez de Vicq lo llamó a París para negocios importantes: la Conferencia Fontainebleau. Casaubon fue persuadido a sentarse como árbitro en el desafío mandado a Du Plessis Mornay por Cardinal Duperron. En hacer esto, lo colocó en una posición falsa, como dijo Scaliger:
"Non debebat Casaubon interesse colloquio Plessiaeano; erat asinus inter simias, doctus inter imperitos" (Scaligerana 2). ['Casaubon no debería haber implicado en la conferencia sobre Du Plessy; fue un burro entre monos, un hombre docto entre los ignorantes'.] 
Se inventó el asunto que el partido protestante (De Plessis Mornay) fracasaría sin falta. Al concurrir con esta decisión, Casaubon afirmó las sospechas de los protestantes que, como su amigo, Canaye du Fresne, estaba contemplando la abjuración. Desde entonces, se convirtió en el objeto de las esperanzas y miedos de las dos religiones; los católicos le prodigaba argumentos; los ministros protestantes insinuaba que fue preparando a abandonar una causa perdiendo, y solo regateando su precio. Ningún lado pudo entender que la lectura de Casaubon de los Padres de la Iglesia le dirigió a adoptar una posición intermedio entre el Calvanismo ginebrino y el Ultramontanismo.  
Entretanto, el rey repitió su invitación a Casaubon a vivir en París y le dio una pensión. No se dijo nada más sobre la universidad. La reforma reciente de la Universidad de París cerraron sus puertas a todos salvo los católicos; y mientras las sillas del Collège de France no fueron gobernadas por las estatutos de la universidad, la opinión pública fue tanto contra los protestantes, que Enrique IV no se atrevió a nombrar un calvinista a esta posición. Cuando el sub-bibliotecario del Rey, Jean Gosselin murió de vejez extrema en 1604, Casaubon le sucedió con un sueldo de 400 livres en adición a su pensión. 

## París
Casaubon se queda en París hasta 1610. Esta década fue el periodo más brillante de su vida. Había conseguido la reputación de ser, después de Scaliger, el hombre más docto de la edad, durante una edad en la cual la enseñanza formó el único estándar de mérito literario. Tuvo dinero, la capacidad de venerar como hugonote (aunque tuvo que viajar a Hablon o Charenton para venerar), y la sociedad de hombres de letras, domésticos y extranjeros. Sobre todo, tuvo facilidades abundantes para usar libros griegos, impreso y en manuscrito, el deseo de los cuales le había dolido en Ginebra y Montpellier, y que solo París puede proveer en este momento.
A pesar de todas estas ventajas, Casaubon consideró muchas esquemas para salir de París y establecerse en otro lugar. Ofertas le vinieron de varios cuadros, incluyendo Nimes, Heidelberg y Sedán, Ardenas. Sus amigos Lect y Giovanni Diodati desearon, en vez de esperaron, hacerle volver a Ginebra. En París, Casaubon todavía fue indeciso sobre su religión: la vida de un hugonote parisino solía ser insegura, porque la policía probablemente no fue lo suficientemente fuerte para protegerles contra un alzamiento imprevisto de la turba. Desde la Conferencia de Fontainebleau, una impresión prevaleció que  Casaubon flaqueaba. Los católicos le dijeron que podría ser profesor, solo si renunciaba al protestantismo. Cuando se hizo claro que Casaubon no pudo ser comprado, Enrique IV, a quien le gustaba a Casaubon personalmente, se encargó de intentar convertirlo. (Enrique se había convertido al catolicismo para gobernar Francia). El cardenal del rey, Duperron, en su capacidad de aumonier, se peleó con Casaubon en la biblioteca del rey. Por otra parte, los teólogos hugonotes, especialmente Pierre du Moulin, el pastor jefe de la iglesia de París, acusó a Casaubon de conceder demasiado, y de ya haber salido de las líneas de la ortodoxia estricta del calvinismo.

## Inglaterra
Cuando el asesinato de Enrique IV dio todo el poder al partido Ultramontanista en las cortes, Duperron se convirtió en más impertinente, incluso amenazante. Casaubon empezó a prestar atención a oberturas de los obispos y la corte de Inglaterra. En octubre de 1610 se fue a Inglaterra en el suite del embajador, Lord Wotton de Marley (hermano del amigo temprano de Casaubon, Henry Wotton), una invitación oficial habiendo ser mandado a Casaubon por Richard Bancroft, Arzobispo de Canterbury. Recibió el recibimiento más lisonjero del rey Jacobo I, quien a menudo mandó por él para discutir asuntos teológicos. Los obispos ingleses fueron llenados de alegría encontrar que el gran erudito francés fue un anglicano ya preparado, quien había llegado, por estudio independiente de los Padres, en la vía media entre el puritanismo y el catolicismo que se fue convirtiendo en la moda en la Iglesia Inglesa. Casaubon fue recopilado a una prebenda en Canterbury, y recibió una pensión de £300 cada año de la Hacienda. Jacobo I insistió en que “Señor Casaubon será pagado antes de mí mismo, mi mujer y mis niños”.  Casaubon todavía retuvo sus citas en Francia, y su cargo de bibliotecario: había obtenido excedencia para la visita a Inglaterra, donde no fue supuesto a establecerse de una manera permanente. Para le retiene dominado, la reina regente, Marie de Medici rechazó que su biblioteca fuera mandada a Inglaterra. Requirió una petición específica de Jacobo I sí mismo para permitir que Senora Casaubon pudiera traerle una parte de sus libros más necesarios. Casaubon continuó a hablar de sí mismo como el criado del regente, y a declarar su buena disposición a volver cuando fue llamado.
Casaubon tuvo gran éxito en Inglaterra. John Overall, uno de los clérigos más doctos de Inglaterra, le recibió y toda su familia en su casa de Santo Paulo, y le entretuvo durante un año. Lancelot Andrews, el entonces Obispo de Ely, también se convirtió en amigo de Casaubon, llevándole a Cambridge, donde recibió un gran recibimiento de los nobles de la universidad. Viajaron juntos a Downham, donde Casaubon pasó seis semanas del verano de 1611, el año en el cual se convirtió en naturalizado. En 1613 fue llevado a Oxford por Sir Henry Savile, donde, entre el homenaje y banquete de los que Casaubon fue el objeto, su interés principal fue para los tesoros del manuscrito de la Biblioteca Bodleiana. Rechazó la licenciatura honoraria que les ofreció.
Todavía, Casaubon gradualmente descubrió las desventajas serias de su posición. Tuvo que compartir en la impopularidad creciendo del rey y los obispos. Los cortesanos estaban celosos de un pensionado extranjero quien estaba tan cerca al Rey. Casaubon estaba mortificado especialmente por el comportamiento de Sir Henry Wotton hacia sí mismo, tan inconsistente a su intimidad pasada. Sus ventanas fueron rotas por vándalos, y sus niños fueron arrojados en las calles. En una ocasión apareció en Theobalds con un ojo morado, después de haber sido agredido en la calle. Estas atrocidades parecen haber tenido lugar solo de la antipatía inglesa al hombre francés: Casaubon, aunque podía leer un libro inglés, no puede hablar el idioma. Esta deficiencia lo expuso a insultos y fraudes, y restringió su actividad social. Le excluyó del círculo de los ingenios; y no fue aceptado en el círculo de los antiquarios como William Camden, Sir Robert Cotton y Henry Spelman.
Aunque Sir Henry Savile le trató con condescendencia ostensiblemente, Casaubon no pudo ayudar que sospechar que Savile había persuadido a Richard Montagu a prevenir el libro de Casaubon sobre Baronius. Una excepción fue John Selden quien ahora estaban suficiente cerca a Casaubon a prestarle dinero. Aparte de los celos de los nativos, Casaubon ahora tuvo que sufrir los ataques abiertos de los folletistas jesuitas, quienes, después cometer al anglicismo, le odiaron. No solo Joannes Eudaemon, Heribert Rosweyd y Scioppius (Gaspar Schoppe), sino un escritor decente, amistoso a Casaubon, Andreas Schott de Amberes, añadió a la insinuación que Casaubon había vendido su conciencia para el oro inglés. 
La causa más seria de incomodidad en Inglaterra fue que su tiempo ya no era el suyo propio. Fue continuamente llamado a una u otra de las residencias de caza de Jacobo I para conversar. El Rey y los obispos le obligaron a escribir folletos en el sujeto del día, la soberanía real. Finalmente, avergonzado de malversar las reservas de enseñanza de Casaubon, le preguntó a refutar el popular Annals de Baronius. En esta tarea Casaubon pasó su restante fuerza y vida.
Murió de una malformación congénita de la vejiga; pero su fin fue acelerado por una vida malsana de demasiado estudio, y por su ansiedad a absolverle acreditablemente en su crítico de Baronius. Se enterró en la Abadía de Westminster. El monumento con su nombre fue edificado en 1632 por su amigo Thomas Morton cuando era Obispo de Durham.

## Legado
Además de las ediciones ya mencionadas, Casaubon publicó y comentó sobre Aulo Persio Flaco, Suetonio, Esquilo y los Scriptores Historiae Augustae. La edición de Polibio, en la que había pasado mucho labor, dejó no terminada. Su obra más ambiciosa fue su revisión del texto del Deipnosophistae de Athenaeus, con comentarios. El Teofrasto quizás exhibe sus excelencias más características como un comentador. Los Exercitationes in Baronium son solo un fragmento del gran crítico que contempló; fracasó en presentar el personaje no crítico de la historia de Baronius, y solo tuvo un éxito moderado, incluso entre los protestantes. Su análisis del Corpus Hermeticum volcó la opinión general previa en Europa que estos textos dataron de casi el tiempo de Moisés por ponerlos  entre 200 y 300 AD. Su correspondencia (en latino) fue finalmente colectada por Theodorus Janssonius van Almeloveen (Róterdam, 1709), quien prefijó a las cartas una biografía cuidosa de Casaubon. Pero este editor docto holandés solo leyó extractos del diario de Casaubon. Este diario, Ephemerides, el manuscrito del cual se preserva en la biblioteca de Canterbury, fue impreso en 1850 por el Clarendon Press. Forma el récord más valorable que poseemos de la vida diaria de un erudito, o hombre de letras, del siglo XVI.
Su hijo Méric Casaubon fue también un erudito clásico.

## Casaubon en la literatura
- Las novelas El péndulo de Foucault de Umberto Eco y Middlemarch de George Eliot incluyen personajes llamados Casaubon.
- Mary Gentle en sus novelas Rats and Gargoyles y The Architecture of Desire llamó a un personaje Casaubon como homenaje al erudito francés.
- Ross King hace una referencia a Casaubon en su novela Ex-Libris, donde se dijo que desacreditó el Corpus Hermeticum como una falsificación.